# Una breve historia de casi todo
A short History of Nearly Everything (en español: Una breve historia de casi todo) es un libro de divulgación científica de Bill Bryson escrito en 2003, en el que se aborda la historia de la ciencia desde la perspectiva de cómo fue evolucionando el saber y entrega aspectos curiosos de la vida de sus protagonistas, con sus grandezas, miserias y excentricidades. Consigue plasmar conceptos fundamentales de la geología, la física y la química con amenidad y sencillez. Fue el libro de divulgación científica más vendido de 2005 en el Reino Unido, con más de 300.000 ejemplares.

## Resumen general
Mientras Bill Bryson sobrevolaba el Pacífico se percató de su ignorancia sobre los procesos que permitieron la formación y población de las vastas masas de aguas del planeta. De modo que, durante tres años, se dedicó a instruirse para responder esa y otras muchas preguntas sobre el planeta Tierra y el universo. En Una breve historia de casi todo, Bryson ha puesto al alcance del lector todas las respuestas que pudo encontrar en una narración que nos lleva, a través del tiempo y el espacio, al encuentro de científicos prodigiosos y de las teorías que más han contribuido a elaborar el saber humano sobre todo lo que nos rodea.
Bill Bryson escribió este libro porque no estaba satisfecho con su conocimiento científico, es decir, no mucho. Escribe que la ciencia era una materia distante e inexplicable en la escuela. Los libros de texto y los maestros no despertaron en él la pasión por el conocimiento, principalmente porque nunca profundizaron en los porqués, cómos y cuándos.

"Era como si [el escritor del libro de texto] quisiera mantener las cosas buenas en secreto haciéndolas sobriamente insondables"
Bryson, sobre el estado de los libros de ciencia utilizados en su escuela. En el propio libro.

## Contenido

### Capítulo I: Perdidos en el cosmos

#### 1. Cómo construir un universo
No hay mejor inicio de la historia del universo que con su creación. El autor narra cómo incluso en nuestros días sigue en debate la cuestión de la edad del inicio del Universo, pero la teoría con más peso es que tiene 13.700 millones de años. Este apartado trata del completísimo tema de la Gran Explosión y las teorías al respecto. Hay quienes piensan que nuestro universo es solo uno de los universos de un eterno ciclo de expansión y colapso; que posible que nuestro universo sea más pequeño de lo que creemos y que sea parte de muchos universos. 
Este capítulo trata de lo que desconocen los científicos, y Bryson es enfático al postularlo:

“Hay, por supuesto, muchísimo que no sabemos. Y mucho de lo que creemos saber no lo hemos sabido, o creemos que no lo hemos sabido, durante mucho tiempo. Hasta la idea de la Gran Explosión es una idea muy reciente.” .
Bill Bryson, Perdidos en el cosmos

Sea lo que fuese lo que desconocemos, el autor explica lo extraordinario que resulta lo bien que concluyó todo para nosotros, porque cualquier elemento diferente introducido, habría cambiado todo, ya nada hubiera sido igual y la humanidad no hubiera llegado a existir.

#### 2. Bienvenido al sistema solar
Hoy los astrónomos pueden hacer cosas tan increíbles como estudiar planetas tan lejanos como para que nos costara llegar hasta ellos, en nave espacial, medio millón de años. La realidad es que las distancias son tales, que es imposible dibujar el sistema solar a escala y ni siquiera conocemos lo que hay en él. Aunque Plutón sea el último objeto que muestran los mapas escolares, el sistema solar no termina ahí sino mucho más lejos. El borde del sistema solar es la nube de Oort, un área enorme de cometas a la deriva y para llegar a él tardaríamos 10.000 años.
Así pues, es imposible que conozcamos todo nuestro sistema solar y menos que lleguemos hasta el borde. Ya el viaje a nuestra Luna (a 386.000 km.) es un enorme reto. Y el viaje a Marte se ha desestimado porque, aparte del imponente montante económico, no habría humano que lo soportara (el ADN de los tripulantes se haría pedazos).
Fuera de nuestro sistema solar, nuestro vecino más próximo es Próxima Centauri, que forma parte de un grupo de estrellas llamado Alfa Centauri y que está a 4,3 años luz. Es decir, que, si pudiéramos viajar hacia ellas, nos costaría llegar unos 25.000 años. El siguiente punto de llegada sería Sirio, a la misma distancia.
Para llegar al centro de nuestra Galaxia, la Vía Láctea, necesitaríamos más tiempo del que llevamos viviendo como seres. La distancia media entre estrellas en el universo es de 30 millones de millones de km.
Sobre la cuestión de si puede haber vida en otros lugares de la Vía Láctea, es bastante probable. Solo hay que pensar que nadie sabe cuántas estrellas hay en esta Galaxia. Los cálculos oscilan entre 100.000 millones y 400.000 millones. Y la Vía Láctea solo es una de los 140.000 millones de galaxias que existen, muchas de ellas mucho más grandes. Así pues, el autor da el increíble dato de que:

“la distancia entre dos de esas civilizaciones es, como mínimo de 200 años luz....lo que significa que .....si fueran capaces de vernos por sus telescopios, lo que verían sería la luz que abandonó la Tierra hace 200 años....Así es que no nos verían a ti y a mí. Estarían viendo la Revolución francesa ...y a gente con pelucas empolvadas”.
Bill Bryson, Bienvenido al sistema solar

Por lo tanto, aunque no estemos solos, desde un punto de vista práctico es como si lo estuviéramos porque nunca podremos contactar con ellos.

#### 3.	El universo del Reverendo Evans
Robert Evans es un ministro de la iglesia Unitaria Australiana que está semijubilado pero que, por las noches, se transforma en un cazador de supernovas.
Una supernova se produce cuando una estrella gigante (más grande que nuestro sol) explota liberando una gran energía y ardiendo durante un tiempo. Las estrellas mueren constantemente y Evans es capaz de captar ese momento ocurrido hace mucho tiempo cuando llega a nuestra retina. Sí, lo que vemos es historia. Un ejemplo, la Estrella Polar que vemos podría haberse apagado hace siglos.
Es sorprendente la inmensidad del universo. Desde la tierra, a simple vista, pueden observarse unas 6000 estrellas. Con unos prismáticos la cifra puede subir hasta 50.000. Con un telescopio pequeño, de 2 pulgadas, puede llegar a verse 300.000. Con un telescopio de 16 pulgadas, como el que tiene Evans, se pueden contar hasta 100.000 galaxias (cada una con 10.000 millones de estrellas).
Ver esta explosión es todo un milagro porque en una galaxia típica (que tiene unos 10.000 millones de estrellas) se puede producir una supernova cada 200 años. En toda la historia de la astronomía se han podido descubrir unas 60 supernovas. Este clérigo aficionado a la astronomía ha descubierto desde el jardín de su casa 34 supernovas (en 20 años de observar el cielo). Es algo digno de mención y, como dice el propio Evans, es maravilloso que él se encuentre ahí para ser testigo de la luz que emite una estrella al morir, después de ir viajando por el universo millones de años. Se cree que el reverendo Evans tiene autismo. 

### Capítulo II: El tamaño de la tierra

#### 4. La medida de las cosas
En 1735, la gente se hallaba infectada por un poderoso deseo de comprender la Tierra: determinar su antigüedad y su tamaño, de dónde colgaba en el espacio y cómo había llegado a existir. Fueron muchos los años en los que se debatían con verdadero furor las teorías más diversas sobre el origen de la tierra, su evolución y sus medidas. 
En La medida de las cosas se destaca de forma preferente la extravagante figura del profesor de Cambridge, Isaac Newton, que nos dejó la primera ley universal de la naturaleza: la ley de la gravitación universal. Gracias a ella se pudo comprender la curva descrita por los planetas y el origen de su movimiento.
Pero no solamente nos cuenta este acontecimiento científico, sino que el autor de este libro nos hace partícipes de las excentricidades de este hombre y hemos podido saber que no habríamos llegado a conocer tan importante descubrimiento si no hubiera sido por el Prof. Halley, que pagó de su bolsillo la impresión del tercer volumen de los Principia Matemática, sin el cual para nada servían los anteriores tomos.
Otra cuestión que se presenta en este capítulo es el cálculo de la distancia que separa al Sol de la Tierra, que hacía enfrentarse a los científicos. Se iniciaron muchas expediciones para poder emprender esa tarea y nació la primera empresa internacional de la historia. Finalmente se concluyó que la distancia era de casi 150 millones de km.
Es de destacar un hombre que no era científico precisamente sino párroco de una aldea aislada, que fue quien descubrió cosas tan importantes como el carácter ondular de los terremotos y previó la posibilidad de que existieran agujeros negros.

#### 5. Los coleccionistas de rocas
El capítulo se centra en solitarios personajes que realizaron grandes avances al momento de entender a la tierra. Como James Hutton quien según el autor era:

“un hombre de agudísima inteligencia y animada conversación, encantador en compañía y que no tenía posible rival en la interpretación de los lentos y misteriosos procesos que conformaron la Tierra. Pero, desgraciadamente, era incapaz de exponer sus ideas de forma que alguien pudiese entenderlas”.
Bill Bryson, Los coleccionistas de piedras

Sin embargo, “solo y con gran inteligencia creó la ciencia de la geología y transformó nuestra forma de entender la Tierra”.
Otro caso singular fue el de Cavendish quien, totalmente aislado por su fobia al contacto social, hizo importantes descubrimientos y fue el primero que aisló el Hidrógeno y uniéndolo al oxígeno formó agua. Sin ningún tipo de tecnología hizo mediciones muy exactas que se han comprobado después con aparatos muy sofisticados.
También hubo importantes debates sobre las fases de la tierra y emergió la Geología como Ciencia. Hoy día la clasificación más aceptada es la de Precámbrico, Paleozoico, Mesozoico y Cenozoico, con los subgrupos de Cretácico, Jurásico, Triásico, Silúrico, etc.
Muy importante para aportar datos a esta cuestión es la recopilación y descripción de fósiles. Por eso resulta tan sangrante que la historia haya olvidado a una mujer que encontró y describió con gran cuidado una gran cantidad de fósiles. Todo esto sin ayuda y sin formación académica alguna. Hablamos de Mary Anning.

#### 6. Grandes y sangrientas batallas científicas
El autor comienza este subcapítulo narrando como en Nueva Jersey el año 1787 se encontró un fémur de dinosaurio, el cual nunca se analizó y quedó en el olvido, a lo que él respondió lo siguiente: 

“Resulta bastante desconcertante que ese hueso no despertase más interés, ya que su aparición se produjo en un momento en que había muchísimo interés en el país por los restos de grandes animales antiguos”.
Bill Bryson, Grandes y sangrientas batallas científicas

Destacando que para la época debió existir inclinación respecto al tema, debido a su importancia para la ciencia.  Luego se plantea como el conde de Buffon en respuesta a los restos de animales encontrados en América afirma que los seres vivos del Nuevo Mundo eran inferiores en casi todos los aspectos a los del Viejo Mundo iniciando una larga competencia entre Europa y América. En contestación a aquello Thomas Jefferson le envía la cornamenta de un ciervo a Buffon para demostrar la majestuosidad de los animales americanos versus los europeos. Mientras tanto en Filadelfia se encuentran restos de un elefante con colmillos, el cual es nombrado como mastodonte por George Cuvier en 1795. Luego de esto los fósiles comienzan a tener un papel importante en la ciencia y comienza una larga disputa entre los científicos por la obtención de estos. Más de un siglo después en Wyoming son encontrados miles de huesos de todas clases y debido a la dificultad de determinar su antigüedad surgen interrogantes respecto a la edad de la Tierra la cual pretende ser resuelta por Ernest Rutherford y la alquimia. Dejando de lado la guerra entre los científicos europeos y americanos.

#### 7.	Cuestiones elementales
El subcapítulo aborda el tema de los elementos químicos, planteando que en 1661 la química comenzó a considerarse como una ciencia seria gracias a Hemming Brand, quien, en 1675 descubre el Fósforo mediante un experimento que pretendía convertir la orina en oro, seguido por Carl Scheele quien en 1750 descubre 8 elementos más, los cuales nunca le fueron adjudicados. Para la llegada del siglo XVIII todos los científicos estaban en busca de elementos químicos. Antoine Laurent Lavoiser y su esposa introdujeron la química al mundo moderno antes de que él fuera ejecutado en la guillotina. En 1808 John Dalton se convirtió en la primera persona que predijo la naturaleza del átomo y Mendeleyev creó la tabla periódica. Por su parte Marie Curie descubrió, trabajando con su nuevo marido Pierre, que ciertos tipos de piedras desprendían unas cantidades extraordinarias y constantes de energía lo cual se relacionaba estrechamente con la radioactividad. El autor finaliza con la siguiente idea: 

“Gracias al abnegado trabajo de los primeros científicos atómicos, que no sabían que corrían tanto peligro, en los primeros años del siglo xx empezaba a verse claro que la Tierra era indiscutiblemente venerable, aunque todavía haría falta otro medio siglo de ciencia para que alguien pudiese decir con seguridad cuánto. Entre tanto, la ciencia estaba a punto de alcanzar una nueva era propia: la atómica”.
Bill Bryson, Cuestiones elementales

Dejando la puerta abierta para el siguiente tema: los átomos.

### Capítulo III: Nace una nueva era

#### 8. El universo de Einstein
En este subcapítulo se plantea como muchas personas creían que a la ciencia ya no le quedaba mucho por hacer a lo que el autor responde:

“Los científicos no tardarían en sentirse perdidos en un reino desconcertante de partículas y antipartículas, en que las cosas afloraban a la existencia y se esfumaban de ella en periodos de tiempo que hacían que los nanosegundos pareciesen lentos, pesados y sin interés, en que todo era extraño”. .
Bill Bryson, El universo de Einstein 

Pero negando esa “sequia científica” Albert Michelson, y su amigo el químico Edward Morley plantean que el Éter, una capa que cubriría la superficie terrestre, no existía, iniciando todo un debate al respecto. Albert Einstein desarrolla su Teoría Especial de la Relatividad en 1905, luego de que vio caerse a un obrero de un tejado, lo que lo hizo pensar en la gravedad, planteándose la siguiente pregunta: “¿Qué pasaba cuando una cosa en movimiento (la luz, sobre todo) se encontraba con un obstáculo como la gravedad?” Lo que hizo surgir el Problema de la relatividad dejando interrogantes que según él eran respondidas por la cosmología. Descuido que lo perseguiría hasta el día de su muerte.
Durante los diez años siguientes, Edwin Hubble abordó dos de las cuestiones más importantes del universo: su edad y su tamaño, esto era asombroso sin duda alguna. El universo se estaba expandiendo, rápidamente y de forma regular, en todas direcciones.

#### 9. El poderoso átomo
El autor nos introduce en este subcapítulo con la definición de un átomo y plantea que la disposición operativa fundamental de los átomos es la molécula (la cual también es definida). John Dalton planteaba que en la raíz de toda la materia hay partículas irreductibles extraordinariamente pequeñas lo que dio origen al descubrimiento del Peso atómico. Por su parte Ernest Rutherford comprendió que un átomo era mayoritariamente espacio vacío, con un núcleo muy denso en el centro. Era un descubrimiento sumamente grato, pero planteaba un problema inmenso, que se basaba en que los átomos no deberían existir. Bohr por su parte explicaba cómo podían mantenerse en movimiento los electrones sin caer en el núcleo, postulando que solo podían mantenerse en ocupar ciertas órbitas bien definidas. Debido a que hacían falta otras fuerzas para explicar lo que mantenía unidos a los átomos, en la década de los treinta se descubrieron dos: la fuerza nuclear fuerte y la fuerza nuclear débil. El autor comenta que:  

“A mediados de la década de los cuarenta, los científicos habían llegado a un punto en que entendían el átomo a un nivel muy profundo... como demostraron con excesiva eficacia en agosto de 1945 al hacer estallar un par de bombas atómicas en Japón”. .
 Bill Bryson, El poderoso átomo.

Pero antes de abordar esa historia se debe poner al tanto otro sector de nuestra historia considerando una importante y saludable narración de avaricia, engaño, mala ciencia, varias muertes innecesarias y la determinación final de la edad de la Tierra.

#### 10. El plomo, los clorofluorocarbonos y la edad de la Tierra
¿Quién es Clair Patterson? Así comienza este subcapítulo, recordando que en los años cuarenta el científico utilizaba isótopos de plomo para intentar determinar la edad de la tierra. Pero esto se vio afectado por el mismísimo plomo y el ingeniero Thomas Middley, hijo en los años 20. Este ingeniero, al descubrir que el plomo ayudaba a reducir el golpeteo de los motores, comenzó a extraer y utilizar plomo en la gasolina. Sin embargo, esto llevó a cientos de muertes y enfermedades de tanto trabajadores como usuarios. Aun así, la gasolina con plomo tuvo mucho éxito. Y no solo eso, Middley también creó un gas estable y no inflamable llamado clorofluorocarbono, que lamentablemente afectaba la capa de ozono con una capacidad destructiva desmesurada. A pesar de tantas fallas en el uso del plomo, el subcapítulo muestra cómo este se utilizó de forma positiva para determinar la edad de la tierra, a través de ensayo y error de muchos científicos e ingenieros. Pero en especial escribe sobre el aporte de Clair Patterson de quien se habló al principio del capítulo. Su aporte no fue solo una mera idea, sino que introdujo métodos innovadores para la medición de la edad de la tierra. Pero, como el subcapítulo señala, también se encontró con algunos problemas en el camino como, por ejemplo:

“El problema que planteaba la medición de la edad de la tierra era que se necesitaban rocas que fueran extremadamente antiguas, que contuviesen cristales con plomo y uranio que fuesen más o menos igual de viejos que el propio planeta, cualquier cosa mucho más joven proporcionaría (…) fechas engañosamente juveniles”
Bill Bryson, El plomo, los clorofluorocarbonos y la edad de la Tierra.

#### 11. Los cuarks en Munster Mark
Al pasar por distintos temas en los capítulos anteriores, este subcapítulo nos muestra algo más pequeño: las partículas. Con el pasar de los años científicos como C.T. R. Wilson, que sin intención creó un detector de partículas en 1911, y otros tenían una idea en común en sus proyectos: acelerar un protón u otra partícula, y hacerla chocar con otra para ver que sucedía. Estos artefactos, no solo necesitaban de mucha concentración sino también de dinero para crearlos. Y mucho se ha hecho, tal como la supercámara de reacción superconductora en los años 80, pero que lamentablemente sufrió una supercolisión y tuvo que terminar el proyecto debido a los millones y millones que se perdían al mantenerlo andando. También existe la CERN, un centro que se dedica a estas investigaciones de mucho costo. A pesar de tantas problemáticas para la física cuántica si obtuvo ideas prácticas y descubrimientos de nuevas partículas, que continuaban y continuaban descubriéndose. Al respecto el autor señala: 

“Cada vez que conseguimos abrir una caja, nos encontramos indefectiblemente con que dentro hay otra. Hay quien piensa que existen unas partículas llamadas taquiones,12 que pueden viajar a una velocidad superior a la de la luz. Otros ansían hallar gravitones, que serían la sede de la gravedad. No es fácil saber en qué momento llegamos al fondo irreductible.”.
Bill Bryson, Los quarks en Munster Mark

#### 12. La Tierra se mueve
Este subcapítulo narra las dificultades que tuvo que pasar la teoría de que los continentes se encuentran en movimiento para que fuera reconocida y aceptada. Este subcapítulo incluso recuerda que el mismo Albert Einstein, no tomaba en serio esta teoría planteada por Charles Hapgood, quien a su vez tomó la idea de Frank Bursley Taylor, quien postuló su teoría en 1908. Pero solo se hizo conocida por Alfred Wegener quien adoptó la idea de Taylor para sí mismo, planteando que todos los continentes en algún momento fueron una sola masa de tierra denominada Pangea. Lamentablemente no tuvo el recibimiento que se quería, debido a la Gran Guerra que se desenvolvía en esos años. Sin embargo, tampoco fue aceptado como tal ya que Wegener era meteorólogo y no un geólogo que tuviera estudios anteriores para respaldarlo. De todas maneras, Wegener no pudo ofrecer pruebas convincentes, afortunadamente Arthur Holmes, el mismo que trató de probar la edad de la tierra, hizo un aporte a la teoría, al igual que el reconocimiento de esta. Ahora se puede afirmar que los continentes están en movimiento, y al respecto el libro dice:

“El océano Atlántico se expandirá hasta llegar a ser mucho mayor que el Pacífico. Gran parte de California se alejará flotando y se convertirá en una especie de Madagascar del Pacífico. África se desplazará hacia el norte, uniéndose a Europa (…) Estos son resultados futuros, pero no acontecimientos futuros. Los acontecimientos están sucediendo ya. Mientras estamos aquí sentados, los continentes andan a la deriva, como hojas en un estanque.”.
Bill Bryson, La Tierra se mueve

### Capítulo IV: Un planeta peligroso

#### 13. ¡Bang!
El subcapítulo se adentra en los asteroides y la historia detrás de estos en los últimos años. Comienza recordando sobre las extrañas rocas y aguas que se encontraron en 1912 debajo de Manson, Iowa, Estados Unidos. Al principio se le atribuía a una actividad volcánica, pero en realidad estas rocas y aguas eran producto de un asteroide que cayó en Manson millones de años atrás. Con el tiempo el agujero que dejó este asteroide se fue llenando con placas de hielo de arcilla glaciárica, y con los años alisándola dejándola lista para ser habitada. Después de este descubrimiento, existieron diversos estudios sobre asteroides. Por ejemplo, el geólogo Lugene Shoemaker, estudió el cráter de Arizona, que en los años 50 se creía que se formó por una explosión subterránea de vapor. No obstante, su investigación reveló que el cráter contenía tipos de materiales procedentes del espacio exterior. Con el tiempo Shoemaker junto con sus colaboradores descubrieron que existían muchos más asteroides en el sistema solar y a la vez más peligros. Ya en 1800 se hicieron los primeros descubrimientos de asteroides y ya en el siglo XX resultó en un ejercicio de contabilidad de estos. Los resultados de estas investigaciones a través de los años mostraron conclusiones parecidas: la ciencia apenas puede hacer algo en este tema. El autor incluso hace la siguiente comparación para explicar el fenómeno:

“Piensa en la órbita de la Tierra como una especie de autopista en la que somos el único vehículo, pero que la cruzan regularmente peatones tan ignorantes que no miran siquiera antes de lanzarse a cruzan El 90 % como mínimo de esos peatones es completamente desconocido para nosotros. No sabernos dónde viven, qué horario hacen, con qué frecuencia se cruzan en nuestro camino. Lo único que sabemos es que, en determinado momento, a intervalos imprecisos, se lanzan a cruzar por donde vamos nosotros a más de 100.000 kilómetros por hora.”.
Bill Bryson, ¡Bang!

#### 14. El fuego de abajo
La tierra también contiene peligros en su interior. El subcapítulo empieza aludiendo al descubrimiento que hizo el geólogo Mike Voorhies de 1917 en Nebraska sobre el abrevadero seco que había servido de tumba colectiva a una gran cantidad de animales en la época del Mioceno. Se encontró cenizas en la zona, y Voorhies envió estas cenizas a especialistas que le dieron a conocer que estos animales perecieron en una explosión volcánica de gran capacidad hace miles de años atrás. Ante este hecho se descubrieron dos cosas: bajo Nebraska se encuentra un inmenso caldero de magma (hoy conocido parque nacional de Yellowstone) y que tenemos muy poca información sobre lo que ocurre bajo nosotros en la tierra. Incluso los terremotos, por los que se creó un sistema de medición (Richter), cuyo acontecer es tan peligroso que, sin embargo, no podemos prever. Muchos especialistas han tratado de investigar el interior de la tierra con muy poco éxito, en temas tales como terremotos y volcanes. El mismo autor compara a la Tierra como si fuera una manzana, si así lo fuera solo conoceríamos la piel de esta, al respecto admite:

“¿Cuánto sabemos, pues, sobre lo que hay en el interior de la Tierra? Muy poco. Los científicos están en general de acuerdo en que el mundo que hay debajo de nosotros está compuesto de cuatro capas”.
Bill Bryson, El fuego de abajo

#### 15. La belleza peligrosa
La forma de los volcanes es muy particular, y esta se forma cuando el magma de la erupción se acumula en un montículo simétrico, de forma rápida o durante larga duración. A este producto de la naturaleza se le denomina caldera. Y el del parque nacional de Yellowstone era particular: todo el parque era una caldera. Al respecto el autor lo compara a un vaso de Martini al decir: 

“Yellowstone se parece bastante a los vasos de Martini: son estrechas por abajo, pero van ensanchándose a medida que se acercan a la superficie para crear grandes cuencos de magma inestable. Algunos de estos cuencos pueden tener una anchura de hasta 1.900 kilómetros”.
Bill Bryson, La belleza peligrosa

El autor continúa reconociendo que Yellowstone es un supervolcán y las causas, según otros geólogos, que llevaron a este a su forma actual. Al investigar más sobre Yellowstone Voohie, el geólogo del capítulo anterior, descubre que existen más peligros cerca de Yellowstone. El autor admite que el volcán activo más grande del mundo es el de Yellowstone y que al parecer podría hacerlo otra vez, colocando en riesgo tanto a sus visitantes como a sus habitantes. Sin embargo, la naturaleza se ha adaptado al estado actual de su entorno, lo que da el pie al siguiente tema: el mundo en el que vivimos.

### Capítulo V: La vida misma

#### 16. Un planeta solitario
El autor comienza con la siguiente afirmación:

“No es fácil ser un organismo. Por lo que sabemos hasta ahora, sólo hay un lugar en todo el universo, un puesto destacado insignificante de la Vía Láctea llamado la Tierra, que te sustentará, puede que hasta ése lo haga bastante a regañadientes.” .
Bill Bryson, Un planeta solitario

La afirmación anterior se desarrolla para dejar en claro que efectivamente los humanos a diferencia de otros organismos no son capaces de sobrevivir en ciertas condiciones, por ejemplo, en el mar. El autor ejemplifica que el aire que respiramos tiene un 80 % de nitrógeno y que al someter a presión el cuerpo, ese nitrógeno se transforma en pequeñas burbujas que pasan a la sangre y a los tejidos. Si cambia la presión con excesiva rapidez, las burbujas atrapadas en el organismo empezarán a bullir exactamente como lo hacen las de una botella de champán al abrirla, atascando pequeños vasos sanguíneos, privando a las células de oxígeno. 
Lo que nos lleva de nuevo a la observación anterior de que la Tierra no es el lugar más cómodo para ser humano debido a que no poseen un alto grado de adaptabilidad, pero a pesar de ello se explica que existen 4 ventajas de vivir en la tierra las cuales son: que tiene un excelente emplazamiento en cuanto al sol, el tipo de planeta es adecuado debido a que es estable, al ser un planeta gemelo, la Luna sirve de estabilizador y que el cronometraje en el cual se creó la vida fue el indicado. Luego se explican los elementos que componen comúnmente la vida y en qué grado pueden afectar al ser humano. 
Para finalizar y dar paso al siguiente subcapítulo el autor afirma que el hecho de que sintamos que la Tierra es acogedora se debe a que ha sido necesario que nos adaptemos a ella y no al revés. 

#### 17. En la Troposfera
El subcapítulo comienza explicando que la atmósfera se divide, en cuatro capas desiguales: troposfera, estratosfera, mesosfera e ionosfera y la troposfera es para nosotros la parte más valiosa. Contiene oxígeno y calor suficientes para permitirnos funcionar. Después de la troposfera está la estratosfera. Cuando ves la cúspide de un nubarrón que se achata en la forma clásica de yunque, el cual recibe el nombre de tropopausa, y lo descubrió desde un globo en 1902 un francés, León Philippe Teisserenc de Bort. Este explicó que, al dejar atrás la troposfera, la temperatura se eleva hasta los 4 °C, debido a los efectos absorbentes del ozono. Luego desciende hasta -90 °C en la mesosfera, para disparase otra vez hasta 1.500 °C. El autor plantea que no estamos diseñados para las alturas y que el límite absoluto de tolerancia humana para la vida continuada parece situarse en unos 5.500 metros, hecho que se ejemplifica con las Minas de azufre de los andes.
El proceso que hace circular el aire en la atmósfera es el mismo proceso que dirige el motor interno del planeta, es decir la convección. El aire cálido y húmedo de las regiones ecuatoriales asciende hasta que choca con la barrera de la tropopausa y se esparce. Al alejarse del ecuador y enfriarse, desciende. El primero que sospechó de la existencia de esa tendencia de la atmósfera a buscar el equilibrio fue Edmond Halley, en el siglo XIII profundizaría más en el asunto el también británico George Hadley, que se dio cuenta de que las columnas ascendentes y descendentes de aire tendían a producir “celdas”. Por otro lado, Gustave Gaspard de Coriolis, determinó los detalles de esas interacciones en 1835. Von Rumford en 1797 explicó que el principal agente de transferencia de calor que hay en la Tierra es lo que se llama circulación termohalina, la cual no solo desplaza el calor de un punto a otro, sino que contribuye también a elevar los nutrientes cuando las corrientes ascienden y descienden, haciendo habitables mayores volúmenes de océano para los peces y otras criaturas marinas.
Para finalizar se afirma que la vida mantiene al planeta estable, pero los seres humanos perturban ese ciclo incorporando a la atmósfera grandes cantidades de carbono suplementarias, las que pueden producir un aumento muy rápido del calentamiento de la Tierra. El autor finaliza de manera irónica con lo siguiente: 

“La buena noticia es que, incluso en esto, la naturaleza es absolutamente maravillosa. Es casi seguro que el ciclo del carbono se restablecerá al final y devolverá a la Tierra a una situación de estabilidad y felicidad. La última vez que lo hizo, no tardó más que 60.000 años”
.
Bill Bryson, En la Troposfera.

Dejando en claro que el autor no es muy optimista en cuanto al panorama del carbono.

#### 18. El mar delimitador
El autor comienza con el siguiente planteamiento:

“Imagina lo que sería intentar vivir en un mundo dominado por el óxido de dihidrógeno, un compuesto que no tiene sabor ni olor y que es tan variable en sus propiedades que, en general, resulta benigno, pero que hay veces que mata con gran rapidez. Según el estado en que se halle, puede escaldarte o congelarte. En presencia de ciertas moléculas orgánicas, puede formar ácidos carbónicos tan desagradables que dejan los árboles sin hojas y corroen los rostros de las estatuas. En grandes cantidades, cuando se agita, puede golpear con una furia que ningún edificio humano podría soportan A menudo es una sustancia asesina incluso para quienes han aprendido a vivir en ella. Nosotros le llamamos agua.” .
Bill Bryson, El mar delimitador

El objetivo de este es demostrar lo importante que puede ser el agua en relación con otros compuestos.
El reino del agua se llama hidrosfera y es abrumadoramente Oceánico. El 97 % del agua del planeta está en los mares, la mayor parte en el Pacífico, que es mayor que todas las masas terrestres juntas y solo el 3 % de agua de la Tierra que es dulce. 
En cuanto a las investigaciones relacionadas con el agua, la primera investigación realmente organizada de los mares se llevó a cabo en 1872, cuando se llevó a cabo una expedición conjunta organizada por el Museo Británico, la Real Sociedad y el Gobierno, en un antiguo barco de guerra llamado Challenger. Luego de esto, nació la oceanografía. La exploración moderna de las profundidades marinas se inicia con Charles William Beebe y Otis Barton en 1930. Años más tarde Woods Hole, Floward Sandle y Robert Kessler, capturaron más de 25.000 criaturas (gusanos, estrellas de mar, holoturias y otros animales parecidos) que representaban 365 especies y a finales de la década de los sesenta, un biólogo marino llamado John Isaacs tuvo la idea de hacer descender una cámara con un cebo atado a ella y encontró aún más cosas. Pero aun así en cuanto se empieza a hablar de la vida, hay muchísimo que no sabemos... entre otras cosas, cómo se puso en marcha por primera vez.

#### 19. La aparición de la vida
En 1953, un estudiante graduado de la Universidad de Chicago, Stanley Miller hizo un prototipo de la vida en la tierra, pero el problema era la creación de las proteínas. Las proteínas son lo que obtienes cuando logras unir aminoácidos, estas son, en suma, entidades complejas. La hemoglobina solo tiene 146 aminoácidos, una nadería para criterios proteínicos, pero incluso ella presenta 10190 combinaciones posibles de aminoácidos, que son el motivo de que el químico de la Universidad de Cambridge, Max Perutz, tardase veintitrés años en desentrañarlas.
El autor explica que:

“Si quisieras crear otra criatura viva, ya sea una perca dorada, un cogollo de lechuga o un ser humano, sólo necesitarías cuatro elementos principales: carbono, hidrógeno, oxígeno y nitrógeno, más pequeñas cantidades de algunos más, principalmente azufre, fósforo, calcio y hierro. Dispón esos elementos unidos en tres docenas de combinaciones o así para formar más azúcares, ácidos y otros compuestos básicos y podrás construir cualquier ser vivo".
Bill Bryson, La aparición de la vida

Por lo que la vida en sí misma no es una incógnita tan grande.  Una de las mayores sorpresas de las ciencias de la Tierra en las décadas recientes fue precisamente el descubrimiento de cuándo surgió la vida en la historia de la Tierra. Adonde quiera que vayas en el mundo, cualquier animal, planta, bicho o gota que veas utilizará el mismo diccionario y conocerá el mismo código. Posteriormente los científicos informan de la existencia de que las cianobacterias dan paso a los estromatolitos (conocidos por formaciones fósiles), pero en 1961 se llevaron una auténtica sorpresa al descubrir una comunidad de estromatolitos vivos en la bahía Shark, en la remota costa del noroeste de Australia en la cual se encontraba vida en condiciones extremas. Años después nace la eucariota, la cual era considerada la más antigua y podía contener hasta mil veces más ADN. De forma gradual, gracias a estos avances, la vida fue haciéndose más compleja y creó dos tipos de organismos: los que expelen oxígeno (como las plantas) y los que lo absorben (como los animales).

#### 20. Un mundo pequeño
Este subcapítulo explica lo que son las bacterias, como los humanos dependemos de ellas y algunas de sus cualidades. A modo de definición el autor afirma lo siguiente: 

“Vivirán y prosperarán con casi cualquier cosa que derrames, babees o te sacudas de encima. Basta que les proporciones un poco de humedad (como cuando pasas un paño húmedo por un mostrador) y brotarán como surgidas de la nada. Comerán madera, la cola del empapelado, los metales de la pintura endurecida...” .
Bill Bryson, Un mundo pequeño.

Lo que ejemplifica la inmortalidad de estas. La cual se ve reflejada en que la supervivencia más extraordinaria de una bacteria, fue del Streptococcus, que se recuperó de las lentes aisladas de una cámara que había permanecido dos años en la Luna.
En la actualidad algunos científicos piensan ahora que podría haber hasta 100.000 billones de toneladas de bacterias viviendo bajo nuestros pies debido a que, en zonas profundas, los microbios disminuyen de tamaño y se vuelven extremadamente lentos e inactivos. El más dinámico de ellos puede dividirse no más de una vez por siglo, algunos puede que solo de una vez en quinientos años. A finales del siglo XIX el naturalista alemán Ernst Haeckel había sugerido que las bacterias merecían figurar en un reino aparte, que él denominó mónera.
En el subcapítulo se desarrolla una interrogante respecto a que beneficio obtienen los microbios al querer dañar a los humanos y la respuesta más simple fue que los síntomas de una enfermedad suelen ayudar a propagarla. El vómito, el estornudo y la diarrea son métodos excelentes para salir de un anfitrión y disponerse a entrar en otro, lo que claramente abre paso a la propagación de enfermedades.

#### 21. La vida sigue
No es fácil convertirse en un fósil. El proceso de descomposición hace que el 0,1% se convierta en 1% 
El tema principal del capítulo son los fósiles y temas ligados a este, como cuales son los requisitos para convertirse en uno (morir en el lugar adecuado, tener una forma identificable y ser encontrado), o sobre como Darwin no es capaz de explicar de buena manera la evolución y las dudas que giraban en torno a la teoría evolutiva debido a los hallazgos de fósiles de animales extintos.
El autor tiene una interesante visita al Museo de Historia Natural de Londres en donde Richard Fortey le explica que los fósiles Trilobites (de animales) son muy escasos.
El autor explica como en 1909 Charles Walcott en el pueblo de Field descubre un afloramiento de fósiles. 140 especímenes que fueron mal agrupados.  Clasificación que fue corregida por Conway Morris y Harry Whittington por medio de la “cladistica” (técnica para clasificar los fósiles según sus rasgos comunes) llegando a la conclusión de que la mayoría de los animales estaban extintos. 
De vuelta con Richard Fortley, este le explica al autor que no se sabe de donde aparecieron los animales actuales.

#### 22. Adiós a todo eso
El capítulo trata principalmente sobre la historia de la vida, en la cual el autor nos pone el siguiente ejemplo: “Si imagináramos los 4500 millones de años de historia de la Tierra reducidos a un día (24 horas), se podría decir que la vida comienza a las 4 de la madrugada, con los primeros organismos unicelulares. Luego no hay nada más hasta casi las 8 y media de la noche, en que aparecen las primeras plantas marinas y media hora más tarde aparece la primera medusa. Aproximadamente a las 10 de la noche empiezan a brotar las primeras plantas terrestres y poco después las criaturas terrestres. Los humanos surgen aproximadamente un minuto antes de las 12. Así pues, nuestra historia comparada con la totalidad de la historia de la Tierra es de unos segundos”.
La vida es un milagro, pero también muy frágil. Las especies se extinguen cíclicamente y más cuando tienen una mayor complejidad. Pero sabemos muy poco sobre las causas. Se especula con que podría ser por: calentamiento global, enfriamiento global, disminución de oxígeno, epidemias, fugas de gas, meteoritos, volcanes, erupciones solares, entre otras.
Una de las causas de que sepamos tan poco sobre muchas cosas, como por ejemplo sobre los dinosaurios es porque hay muy pocos restos fósiles. Los dinosaurios, por ejemplo, existieron millones de años y hay épocas de las que no se sabe nada sobre su existencia.
Lo único que sabemos de nuestros antepasados es que pudieron haber dividido en 4 megadinastías, la primera son los anfibios y reptiles primitivos, la segunda son los terapsidos, la tercera los dinosaurios y la cuarta los mamíferos. Todas estas faces ocurrieron gracias a la extinción. 
A través de la historia de la tierra han ocurrido 5 episodios de extinción. El ordovícico, devónico, pérmico, triásico y el cretácico.

#### 23.  La riqueza del ser
El capítulo comienza con el autor contándonos con la variedad de especies que se pueden encontrar en el Museo de Historia Natural de Londres, pero que tiene puertas secretas al menos en el sentido de que no hay nada en ellas que atraiga la atención del visitante, tal como la naturaleza lo hace con un montón de especies aún por descubrir. 
La taxonomía es una cuestión con gran disparidad de teorías. Linneo clasificó el mundo animal en: Mamíferos, Reptiles, Aves, Peces e Insectos. Luego se tuvo que añadir los moluscos. Hoy se sabe que queda por descubrir un 97 % de las especies animales y vegetales que existen. 
Como dato, hasta 1965 no se supo de la existencia de los ácaros microscópicos, a pesar de que en nuestra almohada puede haber 40 000 (y si ya tiene 6 años, por ejemplo, una décima parte de su peso se debe a “piel desprendida, ácaros vivos y muertos y excrementos de ácaros”.

#### 24. Células
La primera persona que describió una célula fue Robert Hooke, consiguió hacer muchas cosas en sus sesenta y ocho años de vida, pero por nada de lo que hizo se le admiró tanto como por su popular libro. Micrografía, o algunas descripciones fisiológicas de los cuerpos diminutos realizadas mediante cristales de aumento, publicado en 1665. Reveló a un público fascinado, un universo de lo muy pequeño, que era mucho más diverso y estaba mucho más poblado y delicadamente estructurado que nada que se hubiese llegado a imaginar hasta entonces.
Desde allí se llegó a la concepción de que todo empezó con una sola célula. Los billones de células que nos forman saben perfectamente lo que tienen que hacer por nosotros. Cada una tiene una copia completa del código genético (nuestra especie de manual de instrucciones). Miles de estas células mueren cada día por nosotros. La mayoría de las células de nuestro cuerpo no viven más de un mes (aunque algunas, como las del hígado, pueden vivir por muchos años). Por eso, dice, que ni un solo pedacito de nosotros es el mismo que hace unos años, ya que “a nivel celular somos unos jovencitos”.
Cuando alguna de nuestras células prolifera de forma descontrolada, nos encontramos ante un cáncer.
No fue hasta 1860 y gracias a Pasteur, que se concluyó que la vida no puede surgir de forma espontánea, sino que tiene que hacerlo de células preexistentes. Esta es la base de la Biología moderna.

#### 25.  La idea singular de Darwin
Por sus estudios, le esperaba una vida de vicario rural, pero se cruzó en su camino la posibilidad de embarcarse en el Beagle y eso cambió la historia de la Ciencia.
Darwin no empezó hasta 1842, cinco años después de su regreso a Inglaterra, a bosquejar los rudimentos de su nueva teoría. Los desarrolló dos años después en un “esbozo” de 230 páginas. Y luego hizo una cosa extraordinaria: dejó a un lado sus notas y, durante la década y media siguiente, se ocupó de otros asuntos. Engendró diez hijos, dedicó casi ocho años a escribir una obra exhaustiva sobre los percebes (“Odio el percebe como ningún hombre lo ha odiado jamás”, afirmó al concluir su obra) y cayó presa de extraños trastornos que le dejaron crónicamente apático, débil y “aturullado”, como decía él.
Su teoría de la selección natural tardaría hasta 1859 para darse a conocer, causando un gran revuelo, plantando así, junto con Mendel y sus leyes de la herencia, los cimientos de la Ciencia del siglo XX.

#### 26.  El material de la vida
El autor comienza con esta reflexión: si nuestros padres no se hubieran unido en ese nanosegundo, en ese preciso momento, nosotros no estaríamos aquí. Y lo mismo ocurrió con las otras generaciones. El punto de Bryson es que nuestra existencia depende de las uniones de unas 250 personas aproximadamente. Por así decirlo, en el sentido literal, todos los seres humanos somos una familia, ya que nuestros genes son los mismos en un 99,9 %. Esto es gracias a los cromosomas, el ADN, los genes y el genoma, y el autor habla de cada uno de ellos en este subcapítulo.
Dentro de cada célula hay un núcleo que dentro tiene 46 cromosomas. Estos están formados por ADN. Bryson compara a los cromosomas como capítulos del manual de instrucciones que, en esta ilustración sería el genoma y los genes son las instrucciones para hacer proteínas.
El autor también hace alusión a la diversa historia de los estudiosos de estos componentes, la que no estaba exenta de problemas. Bryson relata la historia de Rosalind Franklin, sus altos y bajos en el estudio del ADN y como sus estudios aportaron la base al posterior descubrimiento formal de este.
El autor finaliza con la siguiente afirmación:

“Somos [...] un archivo [...] de adaptaciones, modificaciones y retoques providenciales que se remontan hasta 3800 millones de años atrás. Estamos incluso muy íntimamente emparentados con las frutas y verduras […] la vida es toda una. Ésa es, y sospecho que será siempre, la más profunda y veraz de las afirmaciones”.
Bill Bryson, El material de la vida

### Capítulo VI: El camino hasta nosotros

#### 27. Tiempo de hielo
En este subcapítulo, nos adentramos en los temas de los ciclos de la tierra y las glaciaciones o la denominada Edad de Hielo. Este periodo solo fue conocido como tal por Karl Schimper, a pesar de que otros expertos habían planteado que existió una época en que los glaciares predominaban en la tierra, pero solo Schimper fue quien presentó pruebas sólidas que demostraban lo dicho. Se cree que toda la historia humana ha tenido lugar dentro de un pequeño período atípico de buen tiempo, en el que actualmente vivimos en una época de hielo, en los que ha habido unos tiempos mejores y peores, como el actual. Sin embargo, nuestro periodo se encuentra en la época más caliente de la historia. Y con esto el autor nos introduce al calentamiento global como el opuesto de la Tierra a precipitarse hacia la glaciación. Al respecto el autor admite:

“Lo más alarmante de todo es que no tenemos la menor idea de qué fenómeno natural pudo haber perturbado con tanta rapidez el termómetro de la Tierra.”.
Bill Bryson, Tiempo de hielo

El autor finaliza al decir que una especie de mono vivió una de la mejor edad de hielo que ha existido hasta la fecha.

#### 28. El bípedo misterioso
El subcapítulo nos adentra en 1887, específicamente en la meta de Marie Eugéne Francois Thomas Dubois: encontrar restos humanos antiguos. No siendo el idóneo para el trabajo, encontró lo que buscaba, aunque no lo suficiente. Existieron muchos casos de personas con la misma aspiración que Dubois y con resultados variados como muestra el autor en este subcapítulo. Esto permitió tener un conocimiento superficial del desarrollo de la raza humana y la clasificación de esta a partir de los fósiles encontrados por personas como Dubois. A pesar de tener estos restos eran variados: algunos estaban en perfectas condiciones, otros eran solo fragmentos u otros solo huesos. Pero faltaba uno dentro del mapa ya creado mediante los restos encontrados. El denominado Homo Erectus. Lo especial de este espécimen es que planteaba la línea divisora entre la especie que se parecía más a los simios y la que se parecía más a los humanos. Pero los restos seguían siendo disparejos. Esto llevó a distintos debates sobre el tema ya que todos los conocimientos de estos se basaban en restos de solo 5000 individuos, muy pocos en comparación a los miles de millones de personas en la actualidad. Con respecto al Homo erectus Bryson menciona:

“Aunque Homo erectus ya era conocido desde hace casi un siglo lo era sólo por fragmentos dispersos, insuficientes para aproximarse siquiera a poder construir un esqueleto entero”.
Bill Bryson, El bípedo misterioso

#### 29. El mono inquieto
El título de este subcapítulo hace alusión al traslado que hicieron estos seres del pasado hacia Europa y Asia, dejando África con rapidez. Por así decirlo no se quedaban en un solo lugar. Al continuar el subcapítulo vemos que existen diferentes teorías sobre si unas especies han sucedido a otras o han coexistido. Una teoría conocida como Hipótesis Multirregional, de Alan Thorne, esta menciona:

“Sostiene que la evolución humana ha sido continua, […] el moderno Homo sapiens surgió simplemente a partir de formas de Homo más antiguas. Según este punto de vista, el Homo erectus no es una especie diferenciada sino una fase de transición. Así, los chinos modernos descienden de antiguos antepasados Homo erectus de China, los europeos modernos de antiguos Homo erectus europeos, etcétera”.
Bill Bryson, El mono inquieto

Para Thorne el Homo erectus no es más que una parte más antigua de nosotros y creía que no abandonó África más que una especie de humanos y que esa especie es la llamada Homo sapiens.
Sin embargo, existían detractores de esta teoría. Estos afirmaban que esta teoría estimulaba una visión racista de la que había costado deshacerse en la Antropología. Tomaban como ejemplo la teoría de Coon, que sostenía que algunas razas modernas tenían orígenes diferentes, lo que implicaba que algunos de nosotros venimos de linajes superiores a otros, con esto en mente existirían razas más avanzadas y dentro de los Humanos actuales habrían especies distintas. A pesar de esto, aquí entraba en juego el siguiente personaje en la línea: el Homosapiens.

#### 30. Adiós
En el último subcapítulo de este libro el autor reflexiona en lo criminal que el ser humano puede llegar a ser. Bryson acepta como un hecho que, en los últimos 50.000 años, a donde llegaba el hombre los animales desaparecían. No solo en tiempo pasado, pero en la actualidad también. Sin embargo, afirma que el ser humano es lo mejor que hay, que su capacidad de destruir también puede ser una capacidad para mejorar. No sabemos las consecuencias de nuestras acciones para el futuro, pero estamos seguros que solo tenemos un planeta en el que vivir. El autor concluye así:

“Si este libro contiene una lección, esa lección es que somos terriblemente afortunados por estar aquí [...] Llegar a generar cualquier tipo de vida, sea la que sea, parece ser todo un triunfo en este universo nuestro. Como humanos somos doblemente afortunados. No solo gozamos del privilegio de la existencia sino también de la capacidad singular de apreciarlo e incluso, en muchísimos sentidos, de mejorarla.”
Bill Bryson, Adiós.

## Recepción
Son dignas de análisis las recepciones del libro. Por ejemplo, Ed Regis del New York Times hizo una reseña sobre el libro Una historia de casi todo con el título Atoms the Size of Peas (Átomos del tamaño de guisantes) al respecto él dijo:

"Cuanto más leí sobre  Una Breve Historia de Casi Todo , más me convencí de que Bryson había logrado exactamente lo que él se había propuesto hacer, y, además, que lo había hecho con estilo, eficiente, coloquial y prosa increíblemente precisa. Aprendemos cómo es el mundo material desde el quark más pequeño hasta la galaxia más grande y en todos los niveles intermedios. Los hechos básicos de la física, química, biología, botánica, climatología, geología […] todos estos y muchos más se presenta con excepcional claridad y habilidad. [...] "Una breve historia de casi todo" parece destinada a convertirse en un clásico moderno de la escritura científica. " 
“Entre más leo una historia de casi todo más me convenzo que Bryson ha alcanzado exactamente lo que planeaba obtener, y más aún. ”.
Ed Regis, The New York Times, Atoms the Size of Peas

El año 2003 The Guardian también hizo mención de este libro por la mano de John Waller, miembro de Wellcome Trust Centre for the History of Medicine y autor del libro Fabulous Science: Fact and Fiction in the History of Scientific Discovery (OUP).  Waller no solo hizo mención de la forma entretenida que Bryson presenta su libro sino también de la  forma energética de la que está escrita:

"La prosa es como uno esperaría, enérgica, peculiar, familiar y humorística. La gran habilidad de Bryson es la de sostener ligeramente la mano del lector por todas partes; creando tal confianza que temas tan recónditos como los pesos atómicos, la relatividad y la física de partículas están despojados de sus terrores".
John Waller, The Guardian, Everything you've ever wanted to know (but didn't dare ask) 

## Una muy breve historia de casi todo
Debido al éxito de este libro, se hizo una versión ilustrada de 176 páginas en 2008, dirigida y adaptada para el público infantil, siendo renombrada como "Una muy breve historia de casi todo" (A Really Short History of Nearly Everything).

## Errores
En el capítulo 4 "La medida de las cosas", se habla de "el monte Chimborazo en Perú", lo cual es erróneo, pues este está ubicado en Ecuador.
En el capítulo 10 "El plomo, los clorofluorocabonos y la edad definitiva de la Tierra", se dice que en 1929 hubo un accidente por una filtración de un refrigerador, en un hospital de Cleveland, y que provocó la muerte de más de cien personas. Esto es erróneo, el accidente se produjo por el incendio de la película de nitrocelulosa almacenada en el sótano, se incendió por la proximidad de una lámpara.
En el capítulo 11 "Los Quarks en Munster Mark", se menciona la duda sobre la existencia real o no del Bosón de Higgs (el libro se escribió en 2003, cuando esto aún era cierto). Este fue observado experimentalmente por primera vez el 4 de julio de 2012 en el CERN, y dicho descubrimiento se confirmó con mayor cantidad de datos experimentales en 2013.